# Перикаріон
Перикаріон або сома (з грець. περί — «навколо» і κάρυον — «ядро») — тіло нервових клітин (нейронів) без врахування відростків.
Розмір і форма перикаріону може варіювати і залежить від кількості і протяжності відростків. Розмір у хребетних становить від 5 мкм до 10 мм в діаметрі, у безхребетних в діаметрі до 1 мм. Перикаріон оточує ядро нейрону, як правило, має округлу форму, хоча іноді може мати пірамідальну форму.
Тут знаходиться більшість частин клітини, які необхідні для метаболізму і клітинної регенерації: ендоплазматичний ретикулум для синтезу білку, мітохондрії для утворення енергії, комплекс Гольджі та мікротрубочки, мікрофіламенти і лізосоми. Перикаріон — це метаболічний центр нейрону. Від нього беруть початок відростки: дендрити і аксон. Останній часто пов'язаний з тілом клітини через, так званий, аксонний горбик, при надпороговому збудженні клітини на ньому генерується новий потенціал дії. Також синапси інших нейронів контактують з перикаріоном. Як правило, вони мають гальмівну дію.